# توم دونوفان
توم دونوفان (بالإنجليزية: Tom Donovan)‏ هو لاعب كرة قاعدة أمريكي، ولد في 1873 في وترفليت في الولايات المتحدة، وتوفي بنفس المكان في 25 مارس 1933.

## وصلات خارجية
- توم دونوفان على موقعبيزبول رفرنس.كوم (الدوري الرئيسي) (الإنجليزية)
- توم دونوفان على موقعبيزبول رفرنس.كوم (الدوري الثانوي) (الإنجليزية)